# Batteri (militær)
 For alternative betydninger, se Batteri (flertydig). (Se også artikler, som begynder med Batteri)
Et batteri (afledt af fransk: battre for 'slagsmål', 'kamp') er en militær enhed inden for artilleriet, svarende til infanteriets kompagni. Ved feltartilleriet har et batteri normalt mellem seks og otte pjecer ("rør").
| Militær | Spire Denne artikel om militær er en spire som bør udbygges. Du er velkommen til at hjælpe Wikipedia ved at udvide den. |